# Дніпровська сільська рада (Вільнянський район)
| Дніпровська сільська рада — орган місцевого самоврядування у Вільнянському районі Запорізької області з адміністративним центром у с. Дніпровка. Територія Дніпровської сільської ради розташована на північному заході Вільнянського району. Водоймища на території, підпорядкованій даній раді: р. Дніпро. |

## Населені пункти
Сільській раді підпорядковані населені пункти:
- с. Дніпровка
- с. Орлівське
- с. Перун
- с. Петро-Свистунове
- с. Тарасівка
- с. Ясинувате

## Склад ради
Рада складається з 16 депутатів та голови.

### Керівний склад ради
| ПІБ                       | Основні відомості                                            | Дата обрання | Дата звільнення |
| ------------------------- | ------------------------------------------------------------ | ------------ | --------------- |
| Мацюця Іван Станіславович | Сільський голова, 1976 року народження, освіта, безпартійний | 26.03.2006   | 31.10.2010      |
| Деркач Мирон Степанович   | Сільський голова, 1958 року народження, освіта вища          | 31.10.2010   |                 |

Примітка: таблиця складена за даними джерела